# Josef Manger
Josef „Sepp“ Manger (26. května 1913 Bamberk – 13. března 1991 Tutzing) byl německý vzpěrač, soutěžící v nejtěžší váhové kategorii. 
Začínal v SC Roland Bamberg a v roce 1932 přestoupil do SpVgg Freising. V roce 1935 vyhrál v kategorii nad 82,5 kg na mistrovství Evropy ve vzpírání v Paříži. Na berlínské olympiádě roku 1936 získal zlatou medaili a vytvořil olympijský rekord ve trojboji výkonem 410 kg. Dvakrát se stal mistrem světa (1937 a 1938). Šestkrát v řadě byl vzpěračským mistrem Německa. Dvacetkrát překonal světový rekord, jeho osobním maximem bylo 437,5 kg v trojboji z roku 1939. Ačkoli byly jeho úspěchy využívány režimní propagandou, Manger odmítl vstoupit do Národně socialistické německé dělnické strany a užívat nacistický pozdrav.
Jeho kariéru předčasně ukončilo vypuknutí druhé světové války. Po roce 1945 se již ke sportu nevrátil, pracoval jako úředník a obchodník. Je pochován na lesním hřbitově ve Starnbergu a v rodném Bamberku po něm byla pojmenována ulice.